# Krisztián Pars
Krisztián Pars (18 de febrero de 1982, Körmend, Hungría) es un atleta húngaro que es especialista en el lanzamiento de martillo. Fue medalla de plata en el Campeonato Mundial de 2011, por detrás del japonés Koji Murofushi, oro en el europeo de Helsinki 2012, medalla de oro en Londres 2012  y de nuevo plata en el Campeonato Mundial celebrado en Moscú en 2013, siendo superado por el polaco Paweł Fajdek.